# Psoraceae
Psoraceae  es una familia de líquenes crustáceos o más usualmente escamosos o placoides perteneciente al orden Lecanorales de distribución mundial.
Sus estructuras reproductoras sexuales, los apotecios, son discoidales o hemiesferoidales y pueden encontrarse tanto inmersos en el talo como unidos a este mediante un pedicelo. El margen de los apotecios está poco definido por las hifas del hongo y limitan un himenio que posee células estériles, parafisos, especialmente grandes y con los ápices engrosados. Las ascas poseen una pared celular externa de consistencia gelatinosa con un engrosamiento apical. Estas ascas producen ascosporas aseptadas e hialinas que se liberan al medio externo por dehiscencia mediante un anillo apical tubular.

## Géneros
Eremastrella S. Vogel 1955
Fritzea Stein 1879
Glyphopeltis Brusse 1985
Lecidoma Gotth. Schneid. & Hertel
Protoblastenia (Zahlbr.) J. Steiner 1911
Protomicarea Hafellner 2001
Psora Hoffm. 1796
Psorula Gotth. Schneid. 1980